# 梶原拓
梶原 拓（かじわら ひろむ、1933年11月14日 - 2017年8月29日）は、日本の政治家。建設省官僚。前岐阜県知事、元全国知事会会長。氏名の読みは一般には「かじわら たく」として知られる。
岐阜県岐阜市出身。岐阜県立岐阜高等学校、京都大学法学部卒業。

## 概要
県立岐阜高校、京都大学法学部を卒業後、旧建設省に入省し、都市局局長等を歴任。鳥取県知事の西尾邑次の部下だったこともある。
1985年に当時の岐阜県知事上松陽助の下、岐阜県副知事に就任。その後、上松の引退を受け1989年（平成元年）に夢おこし県政を掲げ岐阜県知事に初当選。以降4期16年岐阜県の知事を務め、全国知事会長も歴任した。
県内の産業振興にも積極的に取り組み、当時はほとんど知られていなかったCOSMOS (COsmic Scale Multimedia Of Six-faces) と称する当時世界に2台しか存在しなかった6面スクリーンの最先端の仮想現実環境の研究拠点を含む研究施設を県内に整備して振興に努めた。1997年、国から東京都に配分される道路財源について、「整備が進んでいる東京は道路特定財源を飲んだり食ったりしていいが、我々はそうはいかない」と発言。さらに、「日本の政治は一部の東京の有識者と称する人に振り回されている。彼らは東京というタコツボに住んでいて地方のことを全然知らない、東京タコツボに住んでおる東京タコ」と東京中心主義を痛烈に批判し、地方からの共感を呼んだ。一方、徳山ダムの建設や積極的な公共施設（ソフトピアジャパンなど）の整備政策は、「ハコモノ行政」の批判を浴び県財政を悪化させる要因ともなった。
退任後は日本再生研究会（再生日本）代表を務めたが、2006年に発覚する在任当時の不適切な公金処理問題（後述する岐阜県庁裏金問題）が影響したこともあり、表立っての活動・発言はなかった。
2006年4月に旭日大綬章を受章。
2017年8月29日、肺炎のため死去（83歳）。政府は従三位に叙すことを決めた。

## 不祥事

### 裏金問題
2006年7月に発覚した裏金問題により、渦中の人物となった。詳細は岐阜県庁裏金問題を参照。

### 個人秘書・諸経費・公費負担問題
2006年（平成18年）10月2日、市民団体の岐阜県民ネットワーク
によって「梶原元岐阜県知事の個人秘書・諸経費・公費負担問題」を指摘され住民監査請求が行われたが、「補助金を支出した事業団に関する関連書類の整備（書類が見当たらなかった）、補助金を支出する公益事業内容の透明性をはかるよう（どんな公益事業であるか、県民に対して充分な説明がなされていない）」と付警したうえで、以下の理由によって棄却されている。
- 「監査請求された日付けが支出より1年以上経過してしまったこと」
- 「事業団に対する県補助金は公益上必要がある」

## 略歴
- 1956年：建設省入省
- 1985年：岐阜県副知事に就任。
- 1989年：岐阜県知事に初当選。
- 2003年
  - 1月：前立腺がんであることを公表
  - 6月：治療入院
  - 9月：全国知事会会長就任
- 2005年2月：健康上の問題を理由に岐阜県知事を退任。同時に全国知事会の会長職から退く。
- 2006年
  - 4月：旭日大綬章受章
  - 岐阜県庁の職員による裏金工作が発覚。
- 2017年8月：死去。83歳没。

## 文献

### 著書
- 『都市情報学』ぎょうせい、1985年4月
- 『道路情報学』ぎょうせい、1985年1月
- 『THE地域活性化大学』実業之日本社、1989年7月
- 『長良の川風 - 21世紀の前触れを探る』ぎょうせい、2000年

### 共著
- 『ブレイクスルー』日比野省三著、講談社、1993年11月
- 『明日の都市づくり - ヒューマン・イノベーション・シティの創造』日本計画行政学会著、学陽書房、1989年2月

### 編書
- 『情報社会を生き抜く - 「情場」理論と実践』岐阜新聞社出版局、1998年6月
- 『国土情報学』ぎょうせい、2000年3月1日
- 『自治体職員のための地域情報学』ニューメディア、2002年8月15日